# Milton Wynants
Milton Wynants (Paysandú, 29 de março de 1971) é um ciclista uruguaio.
Competiu nas últimas quatro Olimpíadas de Verão pelo Uruguai (de Atlanta 1996 a Pequim 2008). Ganhou a medalha de prata na prova de corrida individual por pontos na sua segunda participação nos Jogos Olímpicos em Sydney 2000 e foi medalhista uruguaio depois de 36 anos (a última medalha antes desta foi em Tóquio 1964) e, desde de então, o único (incluindo Pequim 2008).